# Partido Unidad de Fiyi
El Partido Unidad de Fiyi (en inglés: Unity Fiji Party) abreviado como UFP, es un partido político fiyiano. Fue registrado como partido político en julio de 2017, siendo el octavo partido del país en registrarse desde la reorganización de los partidos políticos en 2013. El líder del partido es Savenaca Narube, el expresidente del Banco de la Reserva de Fiyi.  El 11 de mayo de 2018, el partido anunció una lista de 14 candidatos para disputar las elecciones generales de noviembre de ese año. Posteriormente presentó una lista de 28 candidatos, de los cuales 5 eran mujeres.
El partido basó su campaña en tratar de perfilarse como una alternativa política al oficialismo y a los partidos opositores, declarando únicamente que aumentaría el gasto público. En las elecciones, se ubicó en cuarto lugar con el 1.52% de los votos, muy por debajo del 5% requerido para conseguir escaños, y no pudo acceder al parlamento.